# 来迎寺 (鎌倉市西御門)
来迎寺（らいこうじ）は、神奈川県鎌倉市にある時宗の寺院。

## 歴史
1293年（永仁元年）、一向によって開山された。一向ではなく一遍が開山という説もある。当寺公式サイトでは開山は一向としている。
当寺の本尊は阿弥陀如来である。客仏として如意輪観音・地蔵菩薩・跋陀婆羅尊者がある。この3体の像は源頼朝を葬った法華堂（現・白旗神社）にあったものだが、明治の神仏分離により法華堂が神社となったため、当寺に移されたものである。なお近年の研究によると、如意輪観音は光福寺（廃寺）から、地蔵菩薩と跋陀婆羅尊者は報恩寺（廃寺）から法華堂に移されたことが判明している。

## 文化財
- 木造如意輪半跏像（神奈川県指定重要文化財 昭和29年7月27日指定）[3]
- 木造地蔵菩薩坐像（神奈川県指定重要文化財 昭和29年7月27日指定）[3]
- 木造跋陀婆羅尊者立像（鎌倉市指定有形文化財 昭和49年10月11日指定）[4]

## 交通アクセス
- 路線バス大学前停留所より徒歩10分。